# Hechos 17

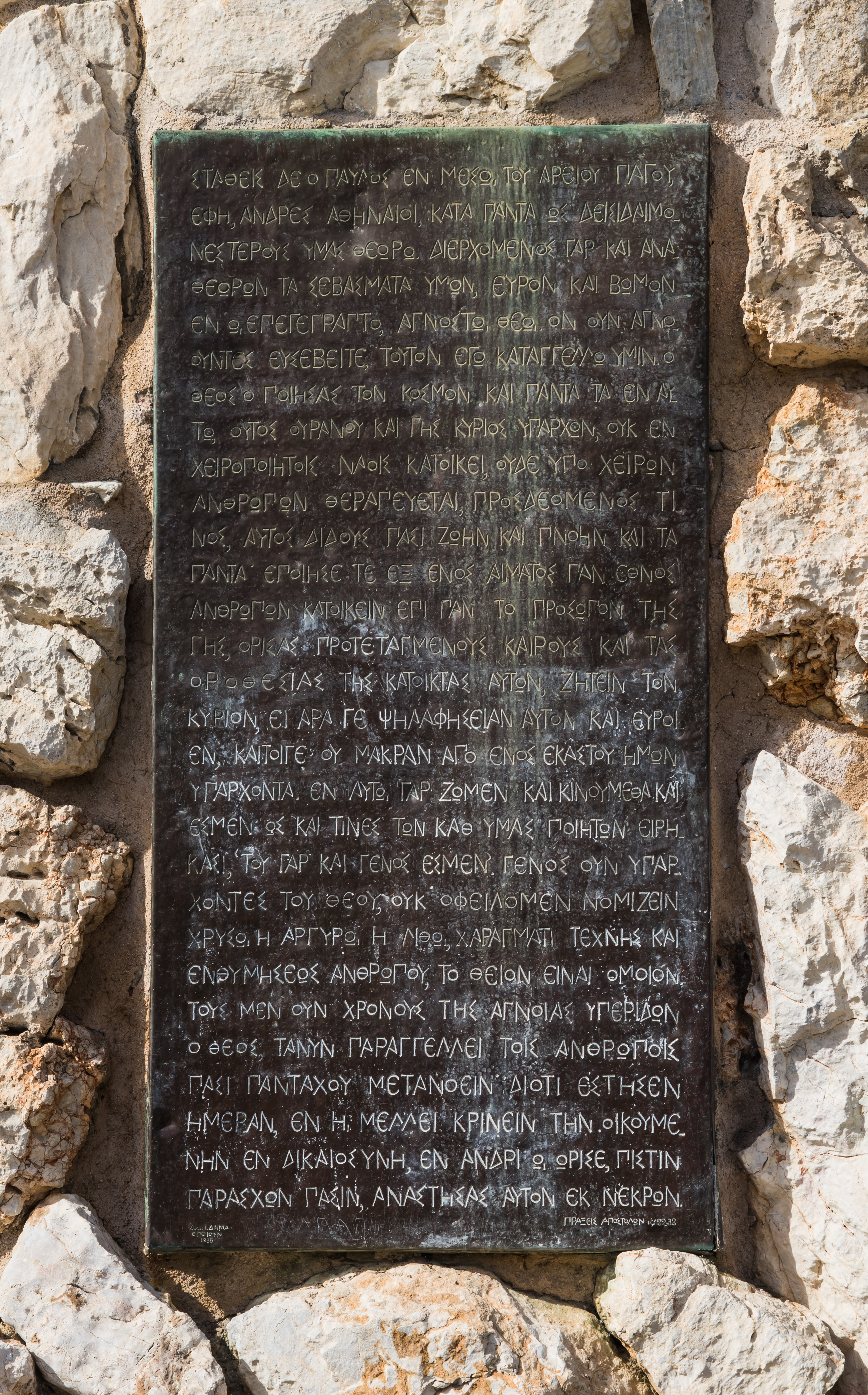
Placa de bronce dedicada a la visita del apóstol Pablo a la colina del Areópago de Atenas. En ella se cita el texto de Hechos 17:22-32. Imagen tomada en 2016.

Hechos 17 es el decimoséptimo capítulo de los Hechos de los Apóstoles del Nuevo Testamento de la Bibliacristiana. Continúa el segundo viaje misionero de Pablo, junto con Silas y Timoteo: en este capítulo se predica el evangelio cristiano en Tesalónica, Berea y Atenas. El autor del libro que contiene este capítulo es anónimo, pero la tradición cristiana primitiva afirmaba uniformemente que Lucas compuso este libro así como el Evangelio de Lucas.

## Texto
El texto original fue escrito en griego koiné. Este capítulo está dividido en 34 Versículos.

### Testigos textuales
Algunos manuscritos antiguos que contienen el texto de este capítulo son:
Ÿ En griego
- Codex Vaticanus (325-350 d. C.)
- Codex Sinaiticus (330-360)
- Codex Bezae (c. 400)
- Codex Alexandrinus (400-440)
- Papiro 127 (siglo V; Versículos 1-10 existentes).[2]
- Codex Laudianus (c. 550)[3]

En latín
- Codex Laudianus (~550; completo)[3]
- Palimpsesto de León (siglo VII; 1-25)[4]

## Discurso al Areópago (versículos 22-34)

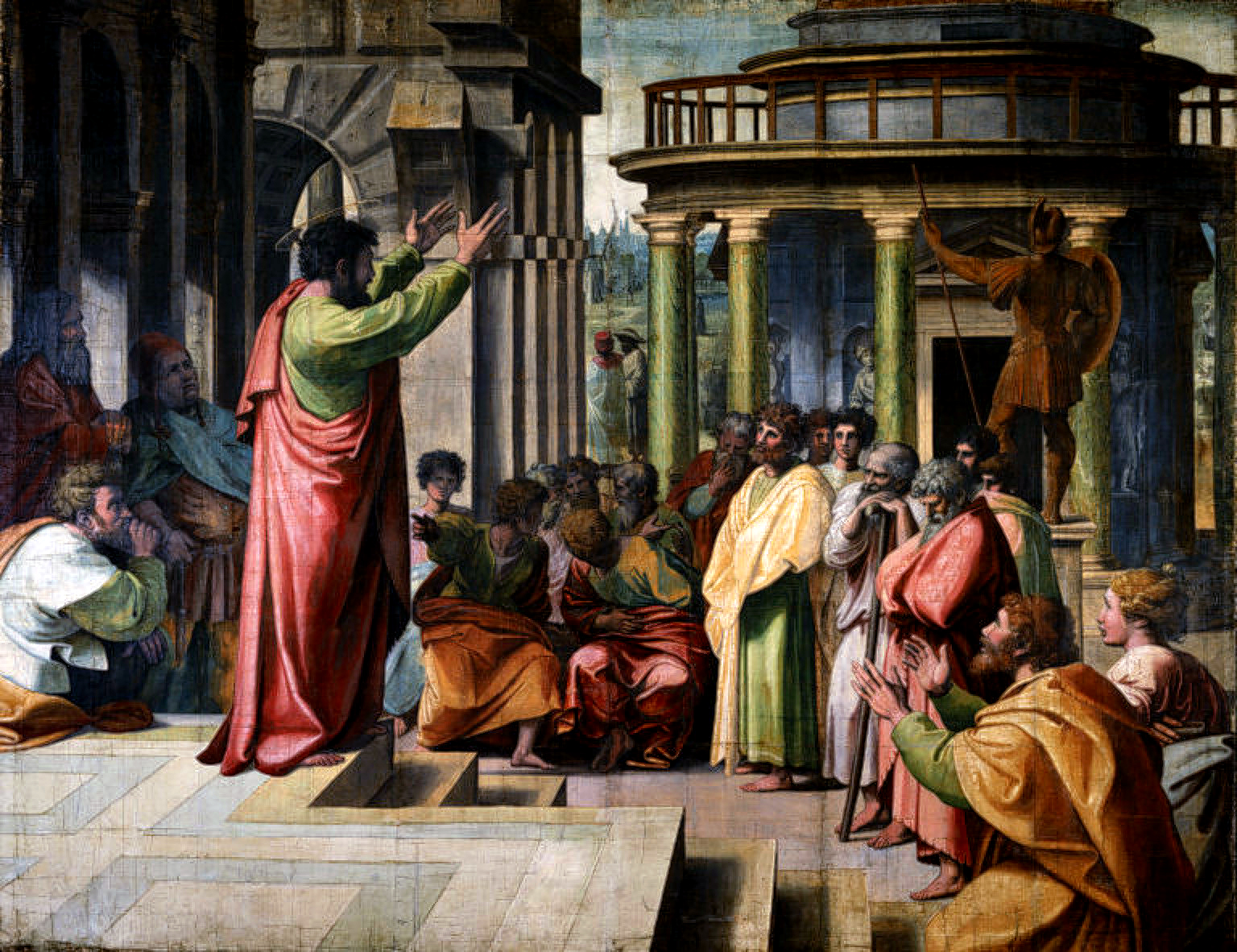
San Pablo pronunciando el Sermón del Areópago en Atenas, por Rafael, 1515

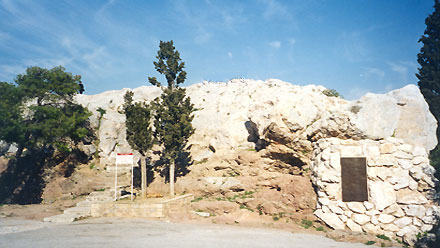
Placa grabada que contiene el sermón del apóstol Pablo, en el Areópago, Atenas, Grecia